# Vuilletus
Vuilletus is een geslacht van kevers uit de familie  
kniptorren (Elateridae).
Het geslacht is voor het eerst wetenschappelijk beschreven in 1940 door Fleutiaux.

## Soorten
Het geslacht omvat de volgende soorten:
- Vuilletus altus (Candèze, 1889)
- Vuilletus amamiensis Ôhira, 1967
- Vuilletus babai Kishii, 1991
- Vuilletus crebrepunctatus (Nakane, 1959)
- Vuilletus elongatus (Nakane & Kishii, 1958)
- Vuilletus gemmula (Candèze, 1878)
- Vuilletus mushanus (Miwa, 1928)
- Vuilletus peropacus (Nakane, 1959)
- Vuilletus potanini Gurjeva, 1972
- Vuilletus viridicollis Fleutiaux, 1939
- Vuilletus viridis (Lewis, 1894)
- Vuilletus yagii Kishii, 1992
- Vuilletus yamazakii Ôhira, 1987